# Маунтін-Грін (Юта)
Маунтін-Грін (англ. Mountain Green) — переписна місцевість (CDP) в США, в окрузі Морган штату Юта. Населення — 4231 особа (2020).

## Географія
Маунтін-Грін розташований за координатами 41°8′44″ пн. ш. 111°47′11″ зх. д. / 41.14556° пн. ш. 111.78639° зх. д. (41.145631, -111.786414).  За даними Бюро перепису населення США в 2010 році переписна місцевість мала площу 14,18 км², з яких 14,04 км² — суходіл та 0,13 км² — водойми.

## Демографія
Згідно з переписом 2010 року, у переписній місцевості мешкало 2309 осіб у 650 домогосподарствах у складі 596 родин. Густота населення становила 163 особи/км².  Було 688 помешкань (49/км²).
Расовий склад населення:
| - 97,8 % — білих - 0,9 % — азіатів - 0,1 % — корінних американців |

До двох чи більше рас належало 0,7 %. Частка іспаномовних становила 2,1 % від усіх жителів.
За віковим діапазоном населення розподілялося таким чином: 36,7 % — особи молодші 18 років, 54,6 % — особи у віці 18—64 років, 8,7 % — особи у віці 65 років та старші. Медіана віку мешканця становила 33,4 року. На 100 осіб жіночої статі у переписній місцевості припадало 102,9 чоловіків;  на 100 жінок у віці від 18 років та старших — 102,9 чоловіків також старших 18 років.
Середній дохід на одне домашнє господарство  становив 126 469 доларів США (медіана — 102 107), а середній дохід на одну сім'ю — 137 381 долар (медіана — 119 125). За межею бідності перебувало 4,1 % осіб, у тому числі 1,3 % дітей у віці до 18 років та 9,5 % осіб у віці 65 років та старших.
Цивільне працевлаштоване населення становило 1080 осіб. Основні галузі зайнятості: науковці, спеціалісти, менеджери — 17,2 %, освіта, охорона здоров'я та соціальна допомога — 16,6 %, фінанси, страхування та нерухомість — 10,4 %, роздрібна торгівля — 9,7 %.